# 博尔塔尼亚
博尔塔尼亚，是西班牙阿拉贡自治区韦斯卡省的一个市镇。总面积139平方公里，总人口814人（2001年），人口密度6人/平方公里。